# Kråkbergskärrets naturreservat
Kråkbergskärrets naturreservat är ett naturreservat i Mora kommun i Dalarnas län.
Området är naturskyddat sedan 2018 och är 21 hektar stort. Reservatet ligger sydväst om Kråkberget och består av myren med detta namn, en del sumpskog och gammal gran och tallskog påbergssluttningen.